# Julius Ševčík
Julius Ševčík (* 28. října 1978 Praha) je český filmový režisér a scenárista.

## Život
Svá studia režie započal v New Yorku. Kromě toho také vystudoval filmovou akademii múzických umění v Praze. Nejprve natočil několik krátkometrážních filmů. V roce 2005 natočil film Restart a v roce 2009 film Normal, který získal na Mezinárodním filmovém festivalu v Šanghaji cenu za režii. V roce 2016 se zásluhou filmu Masaryk, stal držitelem ceny Český lev 2016 za nejlepší režii.

## Filmografie (výběr)
- 2005 - Restart
- 2009 - Normal
- 2016 - Masaryk
- 2019 - Skleněný pokoj